# Санта-Мария-да-Витория (микрорегион)

Санта-Мария-да-Витория на карте

Санта-Мария-да-Витория (порт. Microrregião de Santa Maria da Vitória) — микрорегион в Бразилии, входит в штат Баия. Составная часть мезорегиона Крайний запад штата Баия. 
Население составляет 178 311 человек (на 2010 год). Площадь — 41 985,512 км². Плотность населения — 4,25 чел./км².

## Демография
Согласно сведениям, собранным в ходе переписи 2010 г. Национальным институтом географии и статистики (IBGE), население микрорегиона составляет:						
| Полное население                             | Полное население                             | Полное население                             | Полное население                             | 178 311 |
| -------------------------------------------- | -------------------------------------------- | -------------------------------------------- | -------------------------------------------- | ------- |
| в том числе:                                 | Городское население                          | 87 470                                       | Процент городского населения, %              | 49,05   |
|                                              | Сельское население                           | 90 841                                       | Процент сельского населения, %               | 50,95   |
|                                              | Мужское население                            | 90 400                                       | Процент мужского населения, %                | 50,70   |
|                                              | Женское население                            | 87 911                                       | Процент женского населения, %                | 49,30   |
| Плотность населения, чел/км²                 | Плотность населения, чел/км²                 | Плотность населения, чел/км²                 | Плотность населения, чел/км²                 | 4,25    |
| Население микрорегиона в % к населению штата | Население микрорегиона в % к населению штата | Население микрорегиона в % к населению штата | Население микрорегиона в % к населению штата | 1,27    |

## Статистика
- Валовой внутренний продукт на 2003 год составляет 642 182 580,00 реалов (данные: Бразильский институт географии и статистики).
- Валовой внутренний продукт на душу населения на 2003 год составляет 3571,82 реалов (данные: Бразильский институт географии и статистики).
- Индекс развития человеческого потенциала на 2000 год составляет 0,643 (данные: Программа развития ООН).

## Состав микрорегиона
В составе микрорегиона включены следующие муниципалитеты:
1. Канаполис
2. Кокус
3. Кориби
4. Коррентина
5. Жаборанди
6. Санта-Мария-да-Витория
7. Сантана
8. Серра-Дорада
9. Сан-Фелис-ду-Кориби